# Zászlómúzeum
A Zászlómúzeum egy budapesti múzeum.

## Története
A Zászlómúzeum Balogh László saját gyűjteménye felhasználásával, Józsefváros önkormányzata segítségével 1995. október 20-án nyílt meg a Szigony utcában, majd 1998-ban költözött át a Nap utcai galériába, a József körút 68-ba. A gyűjtemény a világ országainak vezetőivel folytatott levelezés alapján jött létre. A tulajdonos-alapító a „Balogh Gyűjtemény” első darabját 1983-ban kapta, amely az idők során körülbelül 6000 darabosra bővült. 1997-től levelezés útján a magyar települések jelképeit is beszerzi a helyi polgármesterektől. 2014-ig összesen 2500 zászlót és címert sikerült tőlük kapnia. A világ országainak és közigazgatási egységeinek vezetőitől folyamatosan érkeznek a zászlók, címerek és egyéb érdekességek (képeslapok, kiadványok).
A világ egyetlen Zászlómúzeuma Budapesten, a VIII. kerület, József krt. 68. alatt található. Fenntartója 1995-től a Józsefvárosi Önkormányzat. 2013. június 1-től a Zászlómúzeum hivatalosan a Jóhír Józsefváros Np. Kft keretében működik. 2013 decemberében a múzeum felújításra került. Kiállítása keretében a ma létező országok és közigazgatási egységek jelképei tekinthetők meg. Háttéranyagának számít a közel 17000 darabból álló képeslap gyűjtemény. A Zászlómúzeum mindenkit megelőzve rendezte meg 2003 végén Magyarországon elsőként az Európai Unió című kiállítást.
1997-től folyamatosan rendeznek nem állandó kiállításokat (például: Horvátország, Lengyelország, Litvánia, Észak-Ciprus, Ecuador, Franciaország, Nepál, Tajvan, Algéria, Mauritánia és Nyugat-Szahara, Kenya, Irak, Nyugat-Pápua (Indonézia tartománya), Észtország, Mexikó, Vietnám, Laosz, Francia Polinézia, Nigéria, Mauritius, Paraguay, Argentína). A gyűjtemény 1997-től a magyar települések jelképeivel is gazdagodik, melyeket a települések polgármesteri ajánlanak fel. A Magyarországi Zászló Társaság 1995-től tagja Nemzetközi Zászló Társaságok Szervezetének (FIAV). 1995-től több városban volt kiállítás, például Marcalin, Tatán, Miskolcon, Debrecenben, Nyírbátoron, Nyíradonyban, Szegeden, Budaörsön, Tapolcán, Pécsett, Rétságban, Tatabányán, Győrben, Visegrádon, Fóton, Sárbogárdon, Kabán és Gyöngyösön.
2002 és 2013 között tizenkét alkalommal került megrendezésre a Zászlómúzeumban a Vexillológiai Nap. Ennek során több ismert zászlókkal és címerekkel foglalkozó szakember mondott beszédet a zászlók világáról (Dr. Bertényi Iván, Dr. Pandula Attila, Dr. Csáky Imre, Cs. Kottra Györgyi, Horváth Zoltán, Szabó Júlia, Vittek Gábor, Török Róbert, Hoppál Dezső, Bíró Aurél, stb). 1999 és 2007 között nagyon sok ország bemutató előadásra került sor a Zászlómúzeumban. A Zászlómúzeum 1995-től (mint "alapító") részt vesz a "Múzeumok Majálisának" rendezvényein a Magyar Nemzeti Múzeum kertjében. Balogh László 2006 és 2013 között oktatója volt a Nemzetközi Protokoll Egyetemnek. 1986-ban a Magyar Történelmi Társaság tagjai előtt előadást tartott a "Modern zászlók világáról" ez volt az első hivatalos előadása. A későbbiekben több alkalommal tartott előadást az ELTE Térképtudományi Tanszékén a zászlók világáról. Két könyve jelent meg: 1994-ben a "A Világ Nemzetei" címmel (Maecénás Kiadó) és 2007-ben "A világ országai A-tól Z-ig" címmel (Anno Kiadó). 1998-tól minden évben három-négy alkalommal "Zászlómúzeumi Tájékoztatót" ad ki az múzeumi eseményekről illetve a zászlók változásáról. A Zászlómúzeum kiállításainak és előadásainak lebonyolításához nagyon sok segítséget nyújtott Szücs Iván himnusz gyűjtő. A Zászlómúzeum tanácsadói: Dr. Bertényi Iván professzor, heraldikus (Budapest, ELTE), Dr. Pandula Attila professzor, heraldikus (Budapest, ELTE), Parragh Frenc vexillológus, (Franciaország), Cs. Kottra Györgyi vexillológus, főmuzeológus (Budapest, Hadtörténeti Intézet), Hoppál Dezső heraldikus (Győr), Horváth Zoltán vexillológus (Székesfehérvár), Szabó Júlia vexillológus (Budapest), Miehle János térképész, (Budapest, Cartographia), Herczog Gábor térképész (Budapest, Stiefel Eurocart kft, igazgatója). Hosszú ideig tanácsadó volt Gerd Vehres a Német Zászló Társaság alelnöke, az NDK volt budapesti nagykövete (1986-1990), 2009-ben elhunyt. A Zászlómúzeumnak nagyon jó a kapcsolata az Afrikai-Magyar Egyesülettel, az Ázsiai-Magyar Egyesülettel, a Latin-amerikai Egyesülettel, a Magyar Genealógiai és Heraldikai Társasággal, a Szahara Alapítvánnyal, valamint a Budapesten működő nagykövetségekkel és konzulátusokkal.
A Zászlómúzeum az alábbi kiállítási anyagokkal rendelkezik: Világ zászlói és címerei, Magyar települések jelképei, A két világháború közötti évek, Honfoglalástól napjainkig (75 tabló, zászlókkal, térképekkel).
A kormányzati elvonások miatt takarékoskodni kényszerülő kerületi önkormányzat már nem tudta finanszírozni a múzeum fenntartását, így az 2021. június 1-ével bezárt.
1997-től a következők ismerték el tevékenységet, kitüntetéssel, oklevéllel:
- Józsefvárosi Önkormányzat "Józsefvárosért" kitüntetés, 1997
- Tajvan
- Csecsenföld
- Benin
- Monaco
- Oroszország
- Thaiföld
- Palesztina
- Omán
- Pernambuco Szövetségi Állam
- Boszniai Szerb Köztársaság
- Kelet-Timor
- Szicília
- Panama
- Saba
- "Ronald Reagan Intézet" (USA)
- Liechtenstein
- Azerbajdzsán